# Зажисько
Зажисько (пол. Zarzysko, нім. Grüttenberg) — село в Польщі, у гміні Олесниця Олесницького повіту Нижньосілезького воєводства.
Населення — 139 осіб (2011).
У 1975-1998 роках село належало до Вроцлавського воєводства.

## Демографія
Демографічна структура станом на 31 березня 2011 року:
|          | Загалом | Допрацездатний вік | Працездатний вік | Постпрацездатний вік |
| -------- | ------- | ------------------ | ---------------- | -------------------- |
| Чоловіки | 72      | 16                 | 51               | 5                    |
| Жінки    | 67      | 15                 | 40               | 12                   |
| Разом    | 139     | 31                 | 91               | 17                   |